# Петко Койчев
Петко Койчев e български революционер, деец на Вътрешната македоно-одринска революционна организация.

## Биография
Роден е в Пирдоп. Включва се в Македоно-одринското освободително движение и става подвойвода на чета в Костурско. По-късно е подвойвода и на велешката чета. Ръководител на позицията на връх Ножот. Загива в последвалата битка.